# 9583 Clerke
A 9583 Clerke (ideiglenes jelöléssel 1990 HL1) a Naprendszer kisbolygóövében található aszteroida. Robert H. McNaught fedezte fel 1990. április 28-án.